# La ciencia lúgubre
La expresión ciencia lúgubre es una forma despectiva de referirse a la ciencia económica y a la economía política. Fue acuñada por el ensayista, filósofo e historiador escocés Thomas Carlyle en su ensayo de 1849 Discurso ocasional sobre la cuestión negra.

## Origen
La expresión aparece por vez primera en el ensayo Occasional Discourse on the Negro Question (Discurso ocasional sobre la cuestión negra), publicado anónimamente en Fraser's Magazine en diciembre de 1849. En esta obra Carlyle presenta un discurso en defensa de la reinstauración de la esclavitud en la Indias Occidentales como medida para recuperar la productividad.

Carlyle considera "lúgubre" la economía por "encontrar el secreto de este universo en la 'oferta y la demanda', y reducir el deber de los gobernantes humanos a dejar en paz a los hombres". La expresión nace en oposición al concepto de "gaya ciencia", el conjunto de saberes necesarios para crear poesía, frente al que se encuentra esta ciencia social:
No es una "gaya ciencia", debería decir, como algunas de las que hemos oído hablar; no, una triste, desolada y, de hecho, bastante abyecta y angustiosa; lo que podríamos llamar, a modo de eminencia, la ciencia lúgubre.
Se ha señalado con frecuencia, erróneamente, que la expresión nación como respuesta a los escritos de Thomas Malthus, y en concreto a su Ensayo sobre el principio de la población, en el que sostenía que la población crece más rápidamente que los recursos, lo que conduce inevitablemente a la miseria. De hecho, Carlyle ya había utilizado el adjetivo 'lúgubre' (dismal) para calificar las teorías de Malthus en su opúsculo, Chartism, publicado en 1839 y en el que discutía la condición de la clase trabajadora en Inglaterra durante la Revolución Industrial.
Las controversias sobre Malthus y el ‘principio de la población’, ‘la prevención’, etc., que han ensordecido el oído del público durante largo tiempo, son ciertamente bastante tristes. Deprimente, impasible, lúgubre, sin esperanza para este mundo ni para el próximo, es todo eso del control preventivo y la negación del control preventivo.
Sin embargo, la expresión 'ciencia lúgubre' no guarda relación con esta oposición al maltusianismo. En general el desprecio de Carlyle hacia la disciplina económica ha tendido a interpretarse como el de un romántico o el de un tosco ignorante de la disciplina. Muy por el contrario, Carlyle, conocía muy bien la economía política de su tiempo y sus críticas se centraban en su oposición al laissez-faire así como a la concepción de la economía como una ciencia pura de principios inmutables.
Carlyle volvió a usar la expresión en algunos de sus Latter-Day Pamplets (The Present Time y The New Downing Street) insistiendo en sus ataques a la "ciencia lúgubre". No fue la única expresión despectiva que gozó de cierta fama. Así, se refirió al utilitarismo, otro de sus caballos de batalla, como 'filosofía de cerdos' (pig philosophy).

## Crítica
El punto de vista de Carlyle fue atacado por John Stuart Mill como si hiciera virtud del trabajo duro por sí mismo, retrasando el desarrollo del débil, y cometiendo el "error vulgar de imputar cada diferencia que encuentra entre seres humanos a una diferencia original de naturaleza".

## Más allá de Carlyle
Muchos en el tiempo y después han entendido la frase en relación con las predicciones siniestras dibujadas de los principios de siglo XIX "economía política". Según Humphry House:
"La frase de Carlyle, "la ciencia lúgubre", se ha citado tanto, que hay un riesgo de pensar que la opinión detrás de ella está confinada a él y sus seguidores; pero la opinión estaba extendida, y pensó que era una inferencia justificable de los trabajos de los economistas: 'Nadie,' dijo J. E. Cairnes, 'puede haber estudiado política económica en los trabajos de sus desarrolladores más tempranos sin ser golpeado con la tristeza del punto de vista que, en general,  revela para la raza humana.  Parece que era la opinión deliberada de Ricardo que una mejora sustancial en la condición de la humanidad era imposible.'  No es que el principio Malthusiano de la población y la doctrina de que los salarios tienen que normal y necesariamente caer al punto mínimo fueran aceptados alegremente por los malvados explotadores como la justificación de sus beneficios; miles de personas cuyos intereses inmediatos no fueron tocados por estas creencias las encontraron difíciles de evitar. ... Malthus se cernía sobre Inglaterra como una nube.  Es difícil ahora darse cuenta de lo qué  significó para miles de hombres buenos y sensibles que creyeron que su principio de la población era exactamente cierto—creían que cuando la pobreza se alivara y el estándar de vida mejorara, se crearía una carrera nueva hacia la linea de la miseria, al borde de la inanición.  Aunque pudieran desear que esto fuera falso, temían que fuera cierta..."